# Croton zehntneri
Croton zehntneri är en törelväxtart som beskrevs av Ferdinand Albin Pax och Käthe Hoffmann.
Croton zehntneri ingår i släktet Croton och familjen törelväxter. Inga underarter finns listade i Catalogue of Life.